# Mason Adams
Mason Adams (Brooklyn, Nova York, 26 de febrer de 1919 – Manhattan, 26 d'abril de 2005) va ser un actor de veu i cinema estatunidenc.

## Primers anys
Adams era d'origen jueu. Obtingué un mestratge en Arts Escèniques i Locució a la Universitat de Michigan. També va estudiar art dramàtic en la Universitat de Wisconsin-Madison.
Va fer el seu debut el 1940, en una obra de teatre d'estiu en el teatre Hilltop, de Baltimore. Adams treballà en molts programes de ràdio durant l'Edat d'Or de la Ràdio.
Un notable paper recurrent va ser el de “Pepper Young” en el programa Pepper Young’s Family (la família de Pepper Young), que s'emeté des de 1947 fins a 1959.
També va representar al mortal Home Atòmic Nazi en una clàssica sèrie de 1945, sobre la versió radial de “Les aventures de Superman”.
Adams és potser més conegut pel seu paper com el cap de redacció Charlie Hume en la sèrie de televisió Lou Grant, que es va transmetre des de 1977 fins a 1982. Durant el seu treball en Lou Grant, Adams va realitzar tal vegada el seu paper més important, com a president dels Estats Units en la pel·lícula Omen III: The Final Conflict (1981), amb Sam Neill.
Durant els anys seixanta va estar omnipresent en anuncis de televisió per a l'alimentació i altres productes domèstics, sobretot per a la margarina Chiffon i la pasta dental Crest («Ajuda a detenir les càries abans que comencen»).
També va fer la part vocal dels anuncis de televisió per a les conserves Smucker’s («Amb un nom com Smucker’s, ha de ser bo!»). Aquest treball ho va reprendre en els seus últims anys.
A partir dels anys vuitanta, Adams va fer la veu en off del comercial dels ous Cadbury Creme, que van ser anunciats en la televisió amb el lema d'Adams: «Ningú no sap de Pasqua millor que ell [el conill de Cadbury]». Va ser el locutor del desinfectant Lysol (en 1986). Adams també va fer anuncis de ràdio per a l'Exèrcit de la Salvació.
A més, Adams va ser el narrador dels comercials de Kix en els anys noranta, així com en alguns comercials de Dentyne i de Swanson. També va ser el locutor de notícies promocionals de la televisió del canal WCBS (en 1992).
En un dels primers episodis de Plaça Sèsam, va fer de narrador i va fer la veu d'una caricatura amb un triangle jazzero, i un quadrat un poc «quadrat» (amb música de jazz en el fons).
Aquesta caricatura es repetiria en el programa durant molts anys fins a bé entrats els anys vuitanta. En la minisèrie de HBO From the Earth to the Moon va representar al senador Clinton P. Anderson.
Durant els anys setanta va ser el co-protagonista de la telenovel·la de NBC Another World.

## Carrera en la ràdio
Mason Adams va fer molts personatges d'antics programes de ràdio, entre ells:
- CBS Radio Mystery Theater
- The Adventures of Superman
- X Minus One
- Proudly We Hail
- This Is My Story
- Exploring Tomorrow
- Yours Truly, Johnny Dollar
- The NBC Radio Theatre
- Suspens
- The Crime Club
- The Adventures of Ellery Queen
- Gasoline Alley
- Big Town

## Filmografia
Les seves pel·lícules més destacades són:
- 1947: Mr. Bell, Thomas Watson.
- 1954: The Man Behind the Badge (1 episodi), «The Case of the Phantom Fire», Conrad.
- 1955: Policewoman Decoy «A Matter of Dignity», episodi de TV, Sr. Watkins.
- 1955: Robert Montgomery Presents, Sr. Watkins (1 episodi).
- 1955: Love of Life, sèrie de TV, Dr. Carl Westheimer (episodis desconeguts).
- 196x: Decoy or Policewoman Decoy, 1 episodi de TV, «Odds Against the Jockey», Bill Wendover.
- 1972: Where the Heart Is (sèrie de TV), Judge Halstad.
- 1975: The Happy Hooker, el banquer amb Chris.
- 1976: God Told me To, obstetra.
- 1976: Another World (sèrie de TV), Dr. Frank Prescott (diversos episodis, 1976-1977).
- 1977: The Deadliest Season (TV), Bill Cavins.
- 1977: Raggedy Ann & Andy: A Musical Adventure, avi (veu).
- 1977-1982: Lou Grant (sèrie de televisió, 114 episodis, 1977-1982), cap de redacció Charlie Hume.
- 1979: And Baby Makes Six (TV), Dr. Losen.
- 1979: A Shining Season (TV), Dr. Ed Johnson.
- 1980: The Last Resort, Dr. Sternhagen (1 episodi). «Is There a Doctor in the House?», Dr. Sternhagen.
- 1980: Flamingo Road (TV), Elmo Tyson.
- 1980: Murder Ca Hurt You (TV), Willie the Wino.
- 1980: Revenge of the Stepford Wives (TV), Wally.
- 1981: Peking Encounter (TV), Clyde.
- 1981: The Final Conflict, president dels Estats Units.
- 1981: The Love Boat, Richard Simmons (1 episodi). «Country Cousin Blues / Daddy’s Little Girl / Jackpot», Richard Simmons.
- 1982: Freedom to Speak (minisèrie de TV), Samuel Adams, Hugo Black, Clarence Darrow, William O. Douglas, William Allen White, Woodrow Wilson.
- 1982: The Kid with the Broken Halo (TV), Harry Tannenbaum.
- 1982: The Grinch Grinches the Cat in the Hat (TV), veu del gat en el barret, i narrador.
- 1983: Great Day (TV), narrador.
- 1983: Adam (TV), Ray Mellette.
- 1984: Solomon Northup's Odyssey (TV), Ford.
- 1984: Passions (TV), Ron Sandler.
- 1984: The Night They Saved Christmas (TV), Sumner Murdock.
- 1985: Arnold of the Ducks (episodi de TV) veu del narrador.
- 1985: CBS Storybreak, narrador (1 episodi).
- 1986: You Are the Jury, Dr. Parke (1 episodi). «The State of Arizona vs. Dr. Evan Blake», Dr. Parke.
- 1986: F/X, coronel Mason.
- 1986: Under Siege (TV), Geoffrey Wiggins
- 1986: Morningstar/Eveningstar (7 episodis), Gordon Blair
- 1986: Northstar (TV), Dr. Karl Janss.
- 1986: Who Is Julia? (TV), Dr. Gordon.
- 1986: Rage of Angels: The Story Continues (TV), pare Francis Ryan.
- 1986: Paper Lion (episodi de TV), «Family Ties», professor Lloyd Rhodes.
- 1987: The Hope Division (TV), Peter Braden.
- 1988: Matlock (1 episodi), «The Heiress», Bob Ranier.
- 1989: Murder, She Wrote (1 episodi), «The Search for Peter Kerry», Roger Philby.
- 1989: A Quiet Conspiracy, miniserie de TV, general Luther Novack.
- 1989: New York! New York? (episodi de TV), Everett Daye.
- 1989: Stalk Radio episodi de TV, Everett Daye. Still Motile After All These Years episodi de TV, Everett Daye.
- 1989: The Last Honest Man in America (episodi de TV), «Goodbye, Mr. Scrimshaw», Everett Daye.
- 1989: Knight & Daye (7 episodis), Everett Daye.
- 1990: WIOU (1 episodi), «Do the Wrong Thing», Hal Krasner.
- 1990: Monsters (1 episodi), «A New Woman», doctor.
- 1991: Perry Mason: The Case of the Maligned Mobster (TV), Frank Halloran.
- 1991: Toy Soldiers, codirector de departament de l'FBI Otis Brown.
- 1991: Citizen's Court (episodi de TV), «Family Matters», jutge Vance.
- 1992: Screenplay (1 episodi). «Buying a Landslide», Bob Rutherford.
- 1992: Jonathan: The Boy Nobody Wanted (TV), jutge Colbert.
- 1993: Pilot (episodi de TV), «Class of ’96», president Harris.
- 1993: Son in Law, Walter Warner pare.
- 1994: Assault at West Point: The Court-Martial of Johnson Whittaker (TV), Henry D. Hyde.
- 1995: Not of This Earth, Dr. Rochelle
- 1995: Houseguest, Sr. Pike
- 1996: Life Among the Cannibals, Francis
- 1997: Touch, pare Néstor
- 1997: Murder One: Diary of a serial Killer (minisèrie de TV, capítol 13, any 2), Sidney Pomerantz
- 1997: Hudson River Blues, avi
- 1998: From the Earth to the Moon, Clinton Anderson (1 episodi), «Apollo One»
- 1998: Beyond Belief: Fact or Fiction (1 episodi), «Scoop»
- 1998: The Lesser Evil, pare de Derek
- 1999: The West Wing (1 episodi), «The Short List», jutge Joseph Crouch
- 2003: Oz (1 episodi de TV), «Exeunt Omnes», Sr. Hoyt
- 2006: American Eats (1 episodi), «History on a Bun» (veu del narrador)